# 曹本熹
曹本熹（1915年2月22日—1983年12月25日），男，上海人，中国核化工专家，中国科学院院士。

## 生平
曹本熹于1938年毕业于清华大学化学系。后赴英留学，1946年获伦敦帝国学院博士学位。回国后任教于清华大学。1948年参与创办化工系，并任首任系主任。1953年北京石油学院成立后任教务长，1957年任副院长。1963年调任第二机械工业部生产技术局副局长兼总工程师。此后还曾担任过核工业部科学技术委员会副主任、中国核学会常务理事、全国人大代表等职。1980年当选中国科学院化学部学部委员（院士）。1983年12月逝世。